# Lafayette S. Foster
Lafayette Sabine Foster, född 22 november 1806, död 19 september 1880, var en amerikansk politiker och jurist från Connecticut. Han var ledamot av USA:s senat från 1855 till 1867 och var domare i Connecticuts högsta domstol från 1870 till 1876.

## Tidigt liv
Foster föddes i Franklin, Connecticut. Han gick i allmänna skolor och tog sedan examen från Brown University i Providence, Rhode Island 1828. Han var skollärare i Providence en tid och studerade juridik i Norwich, Connecticut. Han tog över ansvaret för en skola i Centerville, Maryland, och blev också antagen till advokatsamfundet i Maryland 1830. Sedan återvände han till Norwich och antogs till det federala advokatsamfundet 1831.

## Politisk karriär
Foster var redaktör för Republican, en Whig-partistisk nyhetstidning från Connecticut. Han var ledamot av Connecticuts representationshus från 1839 till 1840, 1846 till 1848 samt 1854, och tjänstgjorde som talman i representanthuset i tre år. Han var Whigpartiets kandidat i valet till guvernör i Connecticut 1850 och 1851, men förlorade båda valen. Han var borgmästare i Norwich, Connecticut, från 1851 till 1852, innan han valdes för Republikanerna till USA:s senat 1854. Han valdes om 1860 och tjänstgjorde två hela mandatperioder från 1855 till 1867. Han var ordförande för senatens utskott för pensioner från 1861 till 1867. Hans fru Joanna Boylston Lanman avled den 11 april 1859.
Foster valdes till vice talman i senaten vid början av kongressens session 1865 och hade kvar denna titel till slutet av sin mandatperiod 1867. Sex veckor efter valet blev president Abraham Lincoln skjuten av John Wilkes Booth den 14 april, Lincoln avled följande morgon. Två av Booths sammansvurna hade för avsikt att mörda vicepresident Andrew Johnson och utrikesminister William H. Seward. Sewards attentatsman Lewis Powell försökte, men misslyckades, medan Johnsons attentatsman George Atzerodt aldrig genomförde något mordförsök. Om Atzerodt hade mördat Johnson, skulle Foster ha varit näste man i successionsordningen och skulle ha efterträtt Lincoln som president. När Johnson i stället blev president blev Foster talman i senaten.
Foster förlorade sitt försök att bli omvald till en tredje mandatperiod 1866 och lämnade senaten året därpå. Han blev professor i juridik vid Yale College 1869 och återvände till Connecticuts representationshus 1870. Han valdes åter till talman i representanthuset, men avgick för att ta en tjänst som domare i Connecticuts högsta domstol.

## Senare år
Lafayette S. Foster kandiderade till USA:s representanthus för Demokraterna 1874, men förlorade. Han avgick från tjänsten som domare 1876 och drog sig tillbaka från det offentliga livet.
Foster avled i Norwich, Connecticut, den 19 september 1880 och begravdes där på Yantic Cemetery.